# Casemiro Mior
Ne doit pas être confondu avec Casemiro, footballeur international brésilien né en 1992.
Casemiro Mior, né le 7 janvier 1958 à Serafina Corrêa au Brésil, est un footballeur puis entraîneur brésilien.  Il est l'oncle de João Paulo, également footballeur brésilien.

## Palmarès

### Club
- Avec Grêmio Porto Alegre :
  - Champion du Rio Grande do Sul en 1979, 1980, 1985, 1986, 1987.
  - Champion du Brésil en 1981.
  - Vainqueur de la Copa Libertadores en 1983.
  - Vainqueur de la Coupe intercontinentale en 1983.

### Entraîneur
- Avec South China :
  - Champion de Hong Kong en 2002, 2007.
  - Vainqueur de la Coupe de Hong Kong en 1999, 2002, 2007.
  - Vainqueur de la Coupe de la Ligue hongkongais en 2002.